# Didier Bizos
 (avril 2016).
Si vous disposez d'ouvrages ou d'articles de référence ou si vous connaissez des sites web de qualité traitant du thème abordé ici, merci de compléter l'article en donnant les références utiles à sa vérifiabilité et en les liant à la section « Notes et références ».
Didier Bizos est un photographe français spécialisé dans la photographie culinaire de recettes et, au sein du Studio Harcourt, dans le portrait photographique pour lequel il reprend les codes artistiques de Cosette Harcourt et de Raymond Voinquel.
On lui doit les photographies de livres sur la cuisine tunisienne (2004), la cuisine turque (2004), la cuisine provençale (2004), la cuisine du Maroc (2012), la cuisine d'Italie (2012), etc. et celles de Toute la cuisine. Les 500 meilleures recettes du monde (2006) et Desserts des grands chefs (2012).
Il utilise un Hasselblad équipé d'un dos Phase One atteignant 200 mégapixels.
En tant que membre  du collectif de photographes du Studio Harcourt, on lui doit les portraits de Sébastien Chabal (2009) et de Spike Lee.
Il est membre du jury du Grand Prix Photo de Saint-Tropez.